# 2024-es U17-es labdarúgó-Európa-bajnokság
A 2024-es U17-es labdarúgó-Európa-bajnokságot Cipruson rendezték május 20. és június 5. között, 16 csapat részvételével. Az Európa-bajnokságon a 2007. január 1-je után született labdarúgók vehettek részt. A németek voltak a címvédők, de miután nem jutottak ki a tornára, így nem védhették meg a címüket. Az Európa-bajnokságot az olasz csapat nyerte.

## Résztvevők
A házigazda Ciprus mellett a következő 15 válogatott vett részt:
| Nemzet        | Részvételi jog               | Európa-bajnoki részvételek száma | Utolsó részvétel | Legjobb eredmény                                 |
| ------------- | ---------------------------- | -------------------------------- | ---------------- | ------------------------------------------------ |
| Ciprus        | Rendező                      | 1                                | —                | Először vesz részt                               |
| Franciaország | Elitkör, 1. csoport győztese | 15                               | 2023             | Bajnok: (2004, 2015, 2022)                       |
| Svédország    | Elitkör, 2. csoport győztese | 6                                | 2022             | Elődöntő: (2013)                                 |
| Olaszország   | Elitkör, 3. csoport győztese | 12                               | 2023             | Döntő: (2013, 2018, 2019)                        |
| Ukrajna       | Elitkör, 4. csoport győztese | 7                                | 2017             | Csoportkör: (2002, 2004, 2007, 2013, 2016, 2017) |
| Portugália    | Elitkör, 5. csoport győztese | 11                               | 2023             | Bajnok: (2003, 2016)                             |
| Dánia         | Elitkör, 6. csoport győztese | 7                                | 2022             | Elődöntő: (2011)                                 |
| Ausztria      | Elitkör, 7. csoport győztese | 7                                | 2019             | Bronzérem: (2003)                                |
| Lengyelország | Elitkör, 8. csoport győztese | 5                                | 2023             | Elődöntő: (2012, 2023)                           |
| Anglia        | Elitkör, 1. csoport második  | 16                               | 2023             | Bajnok (2010, 2014)                              |
| Wales         | Elitkör, 2. csoport második  | 2                                | 2023             | Csoportkör: (2023)                               |
| Szlovákia     | Elitkör, 4. csoport második  | 2                                | 2013             | Elődöntő: (2013)                                 |
| Horvátország  | Elitkör, 5. csoport második  | 6                                | 2023             | Negyedik hely: (2005)                            |
| Szerbia       | Elitkör, 6. csoport második  | 10                               | 2023             | Elődöntő: (2022)                                 |
| Spanyolország | Elitkör, 7. csoport második  | 16                               | 2023             | Bajnok: (2007, 2008, 2017)                       |
| Csehország    | Elitkör, 8. csoport második  | 7                                | 2019             | Döntő: (2006)                                    |

## Helyszínek
| Lárnaka                                 | Lárnaka                                           | Lárnaka                                       |
| --------------------------------------- | ------------------------------------------------- | --------------------------------------------- |
| Amóhosztosz Stadium Férőhely: 5500      | AEK Aréna – Jeórjiosz Karapatákisz Férőhely: 7303 | Andónisz Papadópulosz Stadium Férőhely: 10320 |
|                                         |                                                   |                                               |
| Limassol Daszáki Áhna Paralímni Lárnaka |                                                   |                                               |
| Daszáki Áhna                            | Limassol                                          | Paralímni                                     |
| Daszáki Stadium Férőhely: 5422          | Alphamega Stadium Férőhely: 11000                 | Paralimni Stadium Férőhely: 5800              |
|                                         |                                                   |                                               |

## Csoportkör
Sorrend meghatározása
Az Európa-bajnokság csoportjaiban a következő pontok alapján állapították meg a sorrendet:
1. több szerzett pont az összes mérkőzésen;
2. több szerzett pont az azonosan álló csapatok közötti mérkőzéseken;
3. jobb gólkülönbség az azonosan álló csapatok közötti mérkőzéseken;
4. több szerzett gól az azonosan álló csapatok közötti mérkőzéseken;
5. ha két vagy több csapat azonos pontszámmal állt, és az összes fenti kritérium alkalmazása után a csapatok egy része még mindig azonosan állt, az összes fenti kritériumot kizárólag ezekre a csapatokra újra kellett alkalmazni;
6. jobb gólkülönbség az összes csoportmérkőzésen;
7. több szerzett gól az összes csoportmérkőzésen;
8. ha két csapat a felsorolt első hét pont alapján holtversenyben állt úgy, hogy az utolsó csoportmérkőzést egymás ellen játszották (azaz az utolsó csoportmérkőzés, amelyet egymás ellen lejátszottak, döntetlen lett, és a pontszámuk, összesített gólkülönbségük, az összes szerzett góljuk száma is azonos volt) és nincs harmadik csapat, amely velük azonos pontszámmal állt, akkor közöttük büntetőrúgások döntenek a sorrendről;
9. alacsonyabb fair play pontszám (1 pont egy sárga lapért, 3 pont két sárga lapot követő piros lapért, 3 pont egy azonnali piros lapért);
10. jobb UEFA-együttható a csoportkör sorsolásakor;
11. sorsolás.

A kezdési időpontok helyi idő szerint értendők.

### A csoport
| Hely. | Csapat     | M | Gy | D | V | G+ | G– | Gk | P | Továbbjutás              |
| ----- | ---------- | - | -- | - | - | -- | -- | -- | - | ------------------------ |
| 1.    | Csehország | 3 | 3  | 0 | 0 | 12 | 4  | +8 | 9 | Egyenes kieséses szakasz |
| 2.    | Szerbia    | 3 | 2  | 0 | 1 | 7  | 5  | +2 | 6 | Egyenes kieséses szakasz |
| 3.    | Ukrajna    | 3 | 1  | 0 | 2 | 3  | 4  | −1 | 3 |                          |
| 4.    | Ciprus (R) | 3 | 0  | 0 | 3 | 1  | 10 | −9 | 0 |                          |

| 2024. május 20. 18:00 |

| Szerbia    | 1–0               | Ukrajna |
| ---------- | ----------------- | ------- |
| Makević 2' | (1–0) Jegyzőkönyv |         |

| Paralimni Stadium, Paralímni Nézőszám: 296 Játékvezető: Jakob Alexander Sundberg (dán) |

| 2024. május 20. 20:30 |

| Ciprus | 0–5               | Csehország                                                             |
| ------ | ----------------- | ---------------------------------------------------------------------- |
|        | (0–3) Jegyzőkönyv | Kolářík 26' Naskos 28' (11-esből) Nechvátal 40' Penxa 81' Kvaček 90+3' |

| AEK Aréna – Jeórjiosz Karapatákisz, Lárnaka Nézőszám: 5 435 Játékvezető: Pierre Gaillouste (francia) |

| 2024. május 23. 18:00 |

| Ukrajna                   | 1–3               | Csehország                          |
| ------------------------- | ----------------- | ----------------------------------- |
| Gyihtyar 90+5' (11-esből) | (0–1) Jegyzőkönyv | Moudrý 12' (11-esből) Penxa 61' 88' |

| Paralimni Stadium, Paralímni Nézőszám: 315 Játékvezető: Mohammad Al-Emara (finn) |

| 2024. május 23. 20:30 |

| Ciprus    | 1–3               | Szerbia                                   |
| --------- | ----------------- | ----------------------------------------- |
| Joánu 34' | (1–1) Jegyzőkönyv | Cvetković 45+3' Stojanović 53' Kostov 63' |

| Andónisz Papadópulosz Stadium, Lárnaka Nézőszám: 1866 Játékvezető: David Fuxman (izraeli) |

| 2024. május 26. 20:30 |

| Ukrajna                     | 2–0               | Ciprus |
| --------------------------- | ----------------- | ------ |
| Bohdanov 30' 48' (11-esből) | (1–0) Jegyzőkönyv |        |

| AEK Aréna – Jeórjiosz Karapatákisz, Lárnaka Nézőszám: 1445 Játékvezető: Ante Čulina (horvát) |

| 2024. május 26. 20:30 |

| Csehország                                         | 4–3               | Szerbia                            |
| -------------------------------------------------- | ----------------- | ---------------------------------- |
| Kolářík 8' Belžík 64' (11-esből) 89' Kolísek 90+3' | (1–2) Jegyzőkönyv | Kostov 7' Kostić 21' Cvetković 72' |

| Amóhosztosz Stadium, Lárnaka Nézőszám: 271 Játékvezető: Miguel Nogueira (portugál) |

### B csoport
| Hely. | Csapat       | M | Gy | D | V | G+ | G– | Gk | P | Továbbjutás              |
| ----- | ------------ | - | -- | - | - | -- | -- | -- | - | ------------------------ |
| 1.    | Ausztria     | 3 | 2  | 1 | 0 | 7  | 0  | +7 | 7 | Egyenes kieséses szakasz |
| 2.    | Dánia        | 3 | 1  | 1 | 1 | 4  | 6  | −2 | 4 | Egyenes kieséses szakasz |
| 3.    | Horvátország | 3 | 0  | 3 | 0 | 3  | 3  | 0  | 3 |                          |
| 4.    | Wales        | 3 | 0  | 1 | 2 | 1  | 6  | −5 | 1 |                          |

| 2024. május 20. 18:00 |

| Dánia                    | 2–0               | Wales |
| ------------------------ | ----------------- | ----- |
| Obi 45+2' Johannesen 48' | (1–0) Jegyzőkönyv |       |

| Daszáki Stadium, Daszáki Áhna Nézőszám: 269 Játékvezető: Menélaosz Andoníu (ciprusi) |

| 2024. május 21. 20:30 |

| Horvátország | 0–0               | Ausztria |
| ------------ | ----------------- | -------- |
|              | (0–0) Jegyzőkönyv |          |

| Andónisz Papadópulosz Stadium, Lárnaka Nézőszám: 258 Játékvezető: Jan Petrik (cseh) |

| 2024. május 23. 18:00 |

| Dánia                     | 2–2               | Horvátország        |
| ------------------------- | ----------------- | ------------------- |
| Abildgaard 36' Risnæs 60' | (1–1) Jegyzőkönyv | Čović 41' Mikić 47' |

| Daszáki Stadium, Daszáki Áhna Nézőszám: 354 Játékvezető: Jasper Vergoote (belga) |

| 2024. május 23. 20:30 |

| Ausztria                              | 3–0               | Wales |
| ------------------------------------- | ----------------- | ----- |
| Hämmerle 30' Zabransky 51' Riegel 84' | (1–0) Jegyzőkönyv |       |

| Amóhosztosz Stadium, Lárnaka Nézőszám: 333 Játékvezető: Radoszlav Gidzsenov (bolgár) |

| 2024. május 26. 18:00 |

| Ausztria                           | 4–0               | Dánia |
| ---------------------------------- | ----------------- | ----- |
| Moizi 11' 29' Adejenughure 50' 52' | (2–0) Jegyzőkönyv |       |

| Paralimni Stadium, Paralímni Nézőszám: 349 Játékvezető: Antoni Bandić (bosnyák) |

| 2024. május 26. 18:00 |

| Wales     | 1–1               | Horvátország |
| --------- | ----------------- | ------------ |
| Allen 32' | (1–1) Jegyzőkönyv | Durdov 24'   |

| Daszáki Stadium, Daszáki Áhna Nézőszám: 229 Játékvezető: Pierre Gaillouste (francia) |

### C csoport
| Hely. | Csapat        | M | Gy | D | V | G+ | G– | Gk | P | Továbbjutás              |
| ----- | ------------- | - | -- | - | - | -- | -- | -- | - | ------------------------ |
| 1.    | Olaszország   | 3 | 3  | 0 | 0 | 6  | 1  | +5 | 9 | Egyenes kieséses szakasz |
| 2.    | Lengyelország | 3 | 1  | 1 | 1 | 6  | 4  | +2 | 4 | Egyenes kieséses szakasz |
| 3.    | Svédország    | 3 | 0  | 2 | 1 | 3  | 4  | −1 | 2 |                          |
| 4.    | Szlovákia     | 3 | 0  | 1 | 2 | 0  | 6  | −6 | 1 |                          |

| 2024. május 21. 18:00 |

| Szlovákia | 0–0               | Svédország |
| --------- | ----------------- | ---------- |
|           | (0–0) Jegyzőkönyv |            |

| Paralimni Stadium, Paralímni Nézőszám: 303 Játékvezető: Ante Čulina (horvát) |

| 2024. május 21. 20:30 |

| Olaszország            | 2–0               | Lengyelország |
| ---------------------- | ----------------- | ------------- |
| Mosconi 5' Coletta 72' | (1–0) Jegyzőkönyv |               |

| AEK Aréna – Jeórjiosz Karapatákisz, Lárnaka Nézőszám: 350 Játékvezető: Miguel Nogueira (portugál) |

| 2024. május 24. 18:00 |

| Olaszország              | 2–0               | Szlovákia |
| ------------------------ | ----------------- | --------- |
| Camarda 30' Liberali 38' | (2–0) Jegyzőkönyv |           |

| Daszáki Stadium, Daszáki Áhna Nézőszám: 316 Játékvezető: Jan Petrik (cseh) |

| 2024. május 24. 18:00 |

| Svédország              | 2–2             | Lengyelország             |
| ----------------------- | --------------- | ------------------------- |
| Antwi 14' Bozicevic 55' | (–) Jegyzőkönyv | Adkonis 24' Izunwanne 67' |

| AEK Aréna – Jeórjiosz Karapatákisz, Lárnaka Nézőszám: 337 Játékvezető: Pierre Gaillouste (francia) |

| 2024. május 27. 18:00 |

| Svédország    | 1–2               | Olaszország          |
| ------------- | ----------------- | -------------------- |
| Bozicevic 58' | (0–0) Jegyzőkönyv | Cama 76' Camarda 80' |

| Paralimni Stadium, Paralímni Nézőszám: 355 Játékvezető: Nenad Minaković (szerb) |

| 2024. május 27. 18:00 |

| Lengyelország                                  | 4–0               | Szlovákia |
| ---------------------------------------------- | ----------------- | --------- |
| Izunwanne 11' 45' Pietuszewski 30' Gieroba 68' | (2–0) Jegyzőkönyv |           |

| Daszáki Stadium, Daszáki Áhna Nézőszám: 302 Játékvezető: David Fuxman (izraeli) |

### D csoport
| Hely. | Csapat        | M | Gy | D | V | G+ | G– | Gk | P | Továbbjutás              |
| ----- | ------------- | - | -- | - | - | -- | -- | -- | - | ------------------------ |
| 1.    | Portugália    | 3 | 2  | 0 | 1 | 7  | 4  | +3 | 6 | Egyenes kieséses szakasz |
| 2.    | Anglia        | 3 | 2  | 0 | 1 | 8  | 5  | +3 | 6 | Egyenes kieséses szakasz |
| 3.    | Franciaország | 3 | 2  | 0 | 1 | 3  | 5  | −2 | 6 |                          |
| 4.    | Spanyolország | 3 | 0  | 0 | 3 | 2  | 6  | −4 | 0 |                          |

| 2024. május 21. 18:00 |

| Spanyolország | 1–2               | Portugália          |
| ------------- | ----------------- | ------------------- |
| Yañez 20'     | (1–2) Jegyzőkönyv | Varela 25' Mora 33' |

| Daszáki Stadium, Daszáki Áhna Nézőszám: 446 Játékvezető: Nenad Minakovic (szerb) |

| 2024. május 21. 20:30 |

| Franciaország | 0–4               | Anglia                              |
| ------------- | ----------------- | ----------------------------------- |
|               | (0–3) Jegyzőkönyv | Moore 2' 39' Dipepa 34' Nwaneri 51' |

| Amóhosztosz Stadium, Lárnaka Nézőszám: 1254 Játékvezető: Antoni Bandić (bosnyák) |

| 2024. május 24. 20:30 |

| Franciaország | 1–0               | Spanyolország |
| ------------- | ----------------- | ------------- |
| Molebe 86'    | (0–0) Jegyzőkönyv |               |

| Andónisz Papadópulosz Stadium, Lárnaka Nézőszám: 631 Játékvezető: Jakob Alexander Sundberg (dán) |

| 2024. május 24. 20:30 |

| Portugália                        | 4–1               | Anglia    |
| --------------------------------- | ----------------- | --------- |
| Mora 34' 48' Silva 64' Patrão 68' | (1–1) Jegyzőkönyv | Moore 43' |

| Amóhosztosz Stadium, Lárnaka Nézőszám: 1184 Játékvezető: Menélaosz Andoníu (ciprusi) |

| 2024. május 27. 20:30 |

| Portugália | 1–2               | Franciaország          |
| ---------- | ----------------- | ---------------------- |
| Patrão 38' | (1–1) Jegyzőkönyv | Sternal 36' Molebe 81' |

| Amóhosztosz Stadium, Lárnaka Nézőszám: 496 Játékvezető: Radoszlav Gidzsenov (bolgár) |

| 2024. május 27. 20:30 |

| Anglia                           | 3–1               | Spanyolország |
| -------------------------------- | ----------------- | ------------- |
| Mheuka 6' Moore gól' Nwaneri 85' | (1–1) Jegyzőkönyv | Arnucio 23'   |

| Andónisz Papadópulosz Stadium, Lárnaka Nézőszám: 1136 Játékvezető: Jasper Vergoote (belga) |

## Egyenes kieséses szakasz
|  |              |               |              |             |   |             |             |           |  |  |       |       |       |
|  | Negyeddöntők | Negyeddöntők  | Negyeddöntők |             |   | Elődöntők   | Elődöntők   | Elődöntők |  |  | Döntő | Döntő | Döntő |
|  | Negyeddöntők | Negyeddöntők  | Negyeddöntők |             |   | Elődöntők   | Elődöntők   | Elődöntők |  |  | Döntő | Döntő | Döntő |
|  | május 29.    |               |              |             |   |             |             |           |  |  |       |       |       |
|  |              |               |              |             |   |             |             |           |  |  |       |       |       |
|  | A1           | Csehország    | 1 (3)        |             |   |             |             |           |  |  |       |       |       |
|  | A1           | Csehország    | 1 (3)        | június 2.   |   |             |             |           |  |  |       |       |       |
|  | B2           | Dánia         | 1 (5)        |             |   |             |             |           |  |  |       |       |       |
|  | B2           | Dánia         | 1 (5)        |             |   | Dánia       | Dánia       | 0         |  |  |       |       |       |
|  | május 30.    |               |              |             |   | Dánia       | Dánia       | 0         |  |  |       |       |       |
|  |              |               | Olaszország  | Olaszország | 1 |             |             |           |  |  |       |       |       |
|  | C1           | Olaszország   | Olaszország  | Olaszország | 1 | 1 (5)       |             |           |  |  |       |       |       |
|  | C1           | Olaszország   |              |             |   | 1 (5)       | június 5.   |           |  |  |       |       |       |
|  | D2           | Anglia        | 1 (4)        |             |   |             |             |           |  |  |       |       |       |
|  | D2           | Anglia        | 1 (4)        |             |   | Olaszország | Olaszország | 3         |  |  |       |       |       |
|  | május 29.    |               |              |             |   | Olaszország | Olaszország | 3         |  |  |       |       |       |
|  |              |               | Portugália   | Portugália  | 0 |             |             |           |  |  |       |       |       |
|  | A2           | Ausztria      | Portugália   | Portugália  | 0 | 2           |             |           |  |  |       |       |       |
|  | A2           | Ausztria      | június 2.    |             |   | 2           |             |           |  |  |       |       |       |
|  | B1           | Szerbia       | 3            |             |   |             |             |           |  |  |       |       |       |
|  | B1           | Szerbia       | 3            |             |   | Szerbia     | Szerbia     | 2         |  |  |       |       |       |
|  | május 30.    |               |              |             |   | Szerbia     | Szerbia     | 2         |  |  |       |       |       |
|  |              |               | Portugália   | Portugália  | 3 |             |             |           |  |  |       |       |       |
|  | C2           | Portugália    | Portugália   | Portugália  | 3 | 2           |             |           |  |  |       |       |       |
|  | C2           | Portugália    |              |             |   |             |             |           |  |  |       |       |       |
|  | D1           | Lengyelország | 1            |             |   |             |             |           |  |  |       |       |       |
|  | D1           | Lengyelország | 1            |             |   |             |             |           |  |  |       |       |       |
|  |              |               |              |             |   |             |             |           |  |  |       |       |       |

### Negyeddöntők
| 2024. május 29. 17:30 |

| Csehország                      | 1–1               | Dánia                              |
| ------------------------------- | ----------------- | ---------------------------------- |
| Penxa 71'                       | (0–0) Jegyzőkönyv | Obi 82'                            |
| Büntetőpárbaj                   |                   |                                    |
| Marek Naskos Sosna Moudrý Penxa | 3–5               | Markmann Hyseni Obi Andersen Højer |

| Amóhosztosz Stadium, Lárnaka Nézőszám: 298 Játékvezető: Antoni Bandić (bosnyák) |

| 2024. május 29. 20:00 |

| Ausztria            | 2–3               | Szerbia                         |
| ------------------- | ----------------- | ------------------------------- |
| Adejenughure 1' 79' | (1–2) Jegyzőkönyv | Ranković 4' 45+1' Cvetković 55' |

| AEK Aréna – Jeórjiosz Karapatákisz, Lárnaka Nézőszám: 312 Játékvezető: Jakob Alexander Sundberg (dán) |

| 2024. május 30. 18:00 |

| Portugália              | 2–1               | Lengyelország |
| ----------------------- | ----------------- | ------------- |
| Felicíssimo 5' Mora 59' | (1–1) Jegyzőkönyv | Izunwanne 34' |

| Andónisz Papadópulosz Stadium, Lárnaka Nézőszám: 504 Játékvezető: Jasper Vergoote (belga) |

| 2024. május 30. 20:30 |

| Olaszország                                | 1–1               | Anglia                              |
| ------------------------------------------ | ----------------- | ----------------------------------- |
| Liberali 29'                               | (1–1) Jegyzőkönyv | Nwaneri 16'                         |
| Büntetőpárbaj                              |                   |                                     |
| Lauricella Natali Orlandi Liberali Camarda | 5–4               | Moore Harrison Amass Nwaneri Dipepa |

| AEK Aréna – Jeórjiosz Karapatákisz, Lárnaka Nézőszám: 1619 Játékvezető: Nenad Minakovic (szerb) |

### Elődöntők
| 2024. június 2. 18:00 |

| Szerbia                       | 2–3               | Portugália                        |
| ----------------------------- | ----------------- | --------------------------------- |
| Cvetković 22' Felicíssimo 37' | (2–0) Jegyzőkönyv | Silva 60' Mora 89' Trovisco 90+5' |

| AEK Aréna – Jeórjiosz Karapatákisz, Lárnaka Nézőszám: 1154 Játékvezető: David Fuxman (izraeli) |

| 2024. június 2. 20:30 |

| Dánia | 0–1               | Olaszország |
| ----- | ----------------- | ----------- |
|       | (0–1) Jegyzőkönyv | Coletta 30' |

| Andónisz Papadópulosz Stadium, Lárnaka Nézőszám: 840 Játékvezető: Antoni Bandić (bosnyák) |

### Döntő
| 2024. június 5. 20:30 |

| Olaszország                | 3–0               | Portugália |
| -------------------------- | ----------------- | ---------- |
| Coletta 7' Camarda 16' 50' | (0–2) Jegyzőkönyv |            |

| Alphamega Stadium, Limassol Nézőszám: 7 120 Játékvezető: Radoszlav Gidzsenov (bolgár) |

| A 2024-es U17-es labdarúgó-Európa-bajnokság győztese |
| ---------------------------------------------------- |
| OLASZORSZÁG 2. cím                                   |

## Gólszerzők
5 gólos
| - Rodrigo Mora |

4 gólos
| - Francesco Camarda - Oghenetejiri Adejenughure | - Ondřej Penxa - Mikey Moore | - Michael Izunwanne - Mihajlo Cvetković |  |

3 gólos
| - Federico Coletta - Ethan Nwaneri |

2 gólos
| - Philipp Moizi - Karel Belžík - Josef Kolářík - Chido Obi | - Enzo Molebe - Mattia Liberali - Afonso Patrão - Gabriel Silva | - Vasilije Kostov - Đorđe Ranković - Fred Bozicevic - Volodimirovics Bohdanov |  |

1 gólos
| - Mauro Hämmerle - Adrian Riegel - Valentin Zabransky - Patrice Čović - Bruno Durdov - Noa Mikić - Pétrosz Joánu - Jakub Kolísek - Matěj Kvaček - Lukáš Moudrý - Marek Naskos - Matyáš Nechvátal | - Lasse Abildgaard - Sofus Johannesen - Roberto Risnæs - Baylee Dipepa - Shumaira Mheuka - Enzo Sternal - Cristian Cama - Mattia Mosconi - Jakub Adkonis - Stanisław Gieroba - Oskar Pietuszewski - Eduardo Felicíssimo - João Trovisco | - Cardoso Varela - Bogdan Kostić - Dušan Makević - Viktor Stojanović - Adrian Arnucio - Daniel Yañez - Genesis Antwi - Kirilo Gyihtyar - Cruz Allen |  |

öngólos
| - Eduardo Felicíssimo (Szerbia ellen) |